# Christian Rummel
Christian Rummel, né le 27 novembre 1787 à Gollachostheim dans l'Électorat de Bavière et mort le 13 février 1849 à Wiesbaden dans le Duché de Nassau, est un compositeur, chef d'orchestre, pianiste, clarinettiste et violoniste allemand du début de la période romantique,.

## Biographie

### Origine
Christian Rummel (Christian Franz Ludwig Friedrich Alexander Rummel de son nom complet) naît le 27 novembre 1787 à Gollachostheim dans l'Électorat de Bavière. Il est le sixième enfant de l'instituteur Johann Matthias Rummel. Quelques semaines après sa naissance, la famille déménage à Prichsenstadt, car son père est  professeur à l'école de filles de cette ville.

### Formation
Christian Rummel reçoit ses premières leçons de musique de son père Johann Matthias, organiste à Prichsenstadt près de Würzburg.
En 1803, il devint flûtiste de la ville de Wiesbaden. Il se rend ensuite à Darmstadt où il devient l'élève du violoniste Heinrich Ritter et du maître de chapelle Karl Jakob Wagner (1772-1822),. Il étudie également le violon avec l'abbé Georg Joseph Vogler,,. 

### Carrière
En 1806, Christian Rummel devient chef d'orchestre militaire dans le 2e régiment d'infanterie de Nassau et il participe à la guerre d'Espagne à partir de 1808,,,.
En 1813, il est fait prisonnier par les Anglais,. Après sa libération, il séjourne en 1814 dans la garnison de Maastricht en tant que professeur de musique. En 1815, il combat à la bataille de Waterloo, puis devient professeur de musique à Wiesbaden en 1817.
Christian Rummel est ensuite le maître de chapelle du duc Guillaume de Nassau-Weilbourg à Biebrich de 1820 à 1842,,,. 
Rummel, qui reçoit le titre de Hofkapellmeister en 1823, fait passer l'orchestre de la cour de Nassau de l'obscurité à la proéminence, : « Cette chapelle devint bientôt l'une des plus renommées d'Allemagne, tant par les capacités des musiciens que par les excellentes exécutions qu'elle donnait sous la direction de Rummel ». Le duc apprécie beaucoup son maître de chapelle et, le 12 septembre 1828, il fait en sorte que « le maître de chapelle Rummel reçoive l'assurance que le décret d'exposition que j'ai exécuté doit lui procurer l'avantage d'être un serviteur admis à la retrait ». 
Après l'union de la chapelle de la cour avec l'orchestre du théâtre de Wiesbaden, Christian Rummel dirige l'orchestre de Wiesbaden et arrange la "Sonate à Kreutzer" de Beethoven pour l'orchestre de Wiesbaden. Il est ensuite remplacé  au cours des dernières années par Conradin Kreutzer pour des raisons de santé. 
Rummel meurt le 13 février 1849 à Wiesbaden dans le Duché de Nassau,,.

## Relations avec la maison Schott et avec Beethoven
Comme l'explique le clarinettiste et chef d'orchestre allemand Dieter Klöcker dans la notice du CD Beethoven Kontrafakturen : « Les dons exceptionnels de Rummel dans le domaine de la transcription débouchèrent sur une association avec la maison d'édition musicale Schott à Mayence. À l'occasion d'un voyage à Vienne dans l'escorte musicale du duc de Nassau, le souhait mûrit en lui de connaître personnellement Beethoven. Schott pressentit une chance commerciale et recommanda à Rummel de faire la connaissance de Beethoven, afin d'acquérir de lui directement des compositions qui paraîtraient ensuite chez Schott dans des arrangements de Rummel. Impossible de savoir si Rummel reçut l'enseignement de Beethoven, mais une parution du mois de juin 1826 chez Schott, annonçant le quatuor à cordes op. 127, dont l'impression venait tout juste d'être décidée, dans une transcription pour quatre mains, montre la rapidité avec laquelle Rummel sut transmettre le résultat de ses efforts ».

## Réputation
Rummel, qui s'est produit comme pianiste dans les principales villes d'Allemagne, de Suisse et des Pays-Bas, était apprécié pour sa polyvalence et son jeu de piano accompli,.
Robert Schumann, qui fit l'analyse critique des œuvres de Rummel, lui attribue une parenté avec l'esprit parisien : « Ce qui lui manque en finesse française, il le remplace par une cordialité et une bonhomie naturelle, allemande, grâce à laquelle il me plaira toujours ».

## Œuvre
Rummel a principalement composé des œuvres pour le piano solo, notamment des variations, des fantaisies et des œuvres basées sur des thèmes d'opéra, des compositions exigeaient une grande habileté technique, mais également  des œuvres de musique de chambre pour instruments à vent et autres instruments :
Pièces pour piano à 2 mains :
- Six valses pour pianoforte, dédiées à Christian Zais
- Souvenirs de S. Heinefetter op. 79
- Fantaisie et variations (Donizetti) op. 80
- Exercices instructifs op. 19 et op. 43
- Concert militaire avec orchestre op. 68

Pièces pour piano à 4 mains :
- Sonates op. 20 et op. 59
- nombreuses variations

Diverses pièces :
- Quintette à vent op. 41 et op. 42
- Musique militaire, 6 H.,sans opus
- 6 quatuors pour cor op. 69
- Concertino pour clarinette et orchestre op. 58
- Fantaisie op. 77, contrafacture sur l'air de concert « Ah, perfido » de Beethoven

## Enregistrement
- 2000 : Beethoven Kontrafakturen, œuvres d'Adolf Wallnöfer, Iwan Müller, Christian Rummel et Johann Sobeck, par Dieter Klöcker (clarinette) et l'Orchestre de chambre de Prague (Orfeo C 064 001 A)
- 2022 : Chamber Music for Clarinet & Piano, par Luigi Magistrelli (clarinette) et Claudia Bracco (piano) (Brilliant Classics 96608)